# Rio Bezerc
O Rio Bezerc é um rio da Romênia afluente do Rio Jijia, localizado no distrito de Botoşani.